# Felix Jones (rugby à XV)
Pour les articles homonymes, voir Jones.

a Compétitions nationales et continentales officielles uniquement.

b Matchs officiels uniquement.
Dernière mise à jour le 18 octobre 2017.
Felix Jones, né le 5 août 1987 à Dublin, est un joueur et entraîneur de rugby à XV irlandais. Il évolue au poste d'arrière ou d'ailier et joue pour le Munster en Pro12. Il a connu sa première cape internationale avec l'Irlande le 6 août 2011 face à l'Écosse.

## Débuts
Felix Jones commence le rugby avec le club de Seapoint RFC, avec lequel il joue jusqu'à ses débuts professionnels.
Originaire de Dublin, il connait deux sélections dans l'équipe des moins de 19 ans de la province du Leinster puis quatre avec celle des moins de 20 ans et treize dans l'équipe espoir. En février 2008, il dispute un match de Ligue Celtique contre le Connacht avec l'équipe fanion du Leinster.

## Carrière au Munster
Felix Jones s'engage avec le Munster à compter de la saison 2009-2010. Il joue son premier match de ligue celtique sous ses nouvelles couleurs le 4 septembre contre les Glasgow Warriors. Aligné à six reprises par le Munster durant l'automne, il voit une blessure au cou mettre fin à sa saison dès le mois de décembre. Il ne joue aucun match européen lors de sa première saison.
De retour sur les terrains à partir de septembre 2010, il joue son premier match de challenge européen contre Brive le 4 avril 2011. Il participe également à la finale de ligue celtique contre le Leinster remportée 9 à 19 par le Munster. 
Jones ne fait ses débuts en Coupe d'Europe que le 8 avril 2012, lors d'un quart de finale gagné contre l'Ulster. Il ne peut néanmoins disputer la demi-finale en raison d'une nouvelle blessure,.
En février 2013, il signe un nouveau contrat de deux ans avec le Munster. En 2016, il est contraint de mettre un terme à sa carrière à cause d'une blessure en octobre 2015. À partir de la saison 2016-2017, il entre dans le staff du Munster, il est responsable de l'entraînement de la technique individuelle des joueurs. En 2017, il devient entraîneur des arrières et de l'attaque du club.

## Carrière internationale
En 2007, Felix Jones est sélectionné dans le groupe irlandais pour disputer le Tournoi des Six Nations des moins de 20 ans à la suite de la blessure de Luke Fitzgerald. Il participe activement à la victoire au pays de Galles en match d'ouverture, marquant deux essais et au grand chelem irlandais.
En 2009, il dispute trois matchs avec l'équipe d'Irlande A et participe notamment avec la victoire en Churchill Cup.
Felix Jones connait sa première sélection avec l'équipe d'Irlande senior le 6 août 2011 lors d'un match de préparation à la Coupe du Monde contre l'Écosse. Aligné lors des trois matchs de préparation, il est empêché de participer à la Coupe du Monde en raison d'une blessure à la cheville.
Le plus souvent remplaçant, Jones connait 6 capes internationales entre 2013 et 2014 participant à la tournée d'été 2013 en Amérique du Nord, à la tournée d'été 2014 en Argentine et à la tournée d'automne 2014.
Jones dispute deux matchs avec les Ireland Wolfhounds contre les England Saxons en janvier 2014 et en janvier 2015.
Le 1er février 2015, il est appelé dans le groupe irlandais pour préparer le Tournoi des Six Nations 2015. Il fait ses débuts dans le Tournoi le 7 février 2015 contre l'Italie.

## Palmarès et statistiques
Felix Jones compte treize sélections, dont cinq en tant que titulaire, depuis sa première sélection le 6 août 2011 à Dublin face à l'Écosse. Il inscrit quinze points, trois essais.
Il participe à une édition du Tournoi des Six Nations, en  2015. Il dispute deux rencontres. Il remporte l'édition 2015 du tournoi.